# فورموروم
فورموروم (به هلندی: Formerum) یک منطقهٔ مسکونی در هلند است که در ترسخلینگ واقع شده‌است. فورموروم ۲۱۱ نفر جمعیت دارد.